# Una vacanza del cactus
Una vacanza del cactus è un film italiano del 1981 diretto da Mariano Laurenti.

## Trama
Un gruppo di cinque persone che lavorano nella stessa ditta a Roma si appresta a una vacanza premio sull'isola di Rodi: tra loro c'è il commendatore Zerboni e il pasticcione ma bonario Augusto, che intende portare un cactus sulla tomba dello zio Michele. Quest'ultimo, in realtà, è un truffatore che, ricercato a Roma, si è rifugiato sull'isola sotto il nome di Kemal. Incomprensioni e guai si moltiplicano e, mentre Zerboni cerca di sedurre la segretaria Angela, sua moglie (Fedora) rende la vacanza più complicata per tutti a causa della sua terribile miopia.